# Poranna chwała
Poranna chwała (ang. Morning Glory, 1933) – amerykański melodramat w reżyserii Lowella Shermana, będący adaptacją sztuki teatralnej autorstwa Zoë Akins.
Film opowiada historię prostej dziewczyny z prowincji, która przybywa do Nowego Jorku, mając nadzieję na wielką karierę na Broadwayu.
Za rolę w tym obrazie Katharine Hepburn otrzymała Oscara dla najlepszej aktorki pierwszoplanowej podczas 6. ceremonii wręczenia Oscarów.

## Obsada
- Katharine Hepburn jako Eva Lovelace
- Douglas Fairbanks Jr. jako Joseph Sheridan
- Adolphe Menjou jako Louis Easton
- Mary Duncan jako Rita Vernon
- C. Aubrey Smith jako Robert Harley 'Bob' Hedges
- Don Alvarado jako Pepi Velez
- Fred Santley jako Will Seymour

i inni